# 1988年ソウルオリンピックのベルギー選手団
1988年ソウルオリンピックのベルギー選手団（1988ねんソウルオリンピックのベルギーせんしゅだん）は、1988年9月17日から10月2日にかけて韓国のソウルで開催された1988年ソウルオリンピックのベルギー選手団、およびその競技結果。

## 概要
今大会は銅メダル2個、合計2個のメダルを獲得した。

## メダル
| メダル | 選手名                 | 競技 | 種目           |
| ------ | ---------------------- | ---- | -------------- |
| 銅     | ロベルト・バンドワール | 柔道 | 男子95kg以下級 |